# Georges Niang
Georges Niang (Lawrence, 17 giugno 1993) è un cestista statunitense con cittadinanza senegalese, professionista nella NBA con gli Utah Jazz.

## Biografia
Nato da padre senegalese e madre statunitense, nel 2017 comunicò di voler giocare all'AfroBasket con la nazionale senegalese.

## Carriera

### Indiana Pacers (2016-2017)
Il 24 giugno 2016, dopo aver fatto 4 anni NCAA (al termine del quarto vinse il premio di miglior ala grande NCAA), venne scelto alla 50ª chiamata del Draft dagli Indiana Pacers.
Con la squadra di Indianapolis gioca la Summer League 2016. Al termine della manifestazione viene elogiato dal Presidente dei Pacers Larry Bird viste le ottime prestazioni fornite dall'ex giocatore di Iowa.
Debutta in NBA nella partita persa 103-94 in casa dei Brooklyn Nets. Tuttavia da gennaio in poi Niang non giocò più una partita con i Pacers giocando sempre in D-League coi Fort Wayne Mad Ants. Con la squadra di Indianapolis Niang disputò 23 partite in RS, e nessuna nei playoffs (in cui i Pacers uscirono al primo turno per 4-0 contro i Cleveland Cavaliers).
Dopo essersi infortunato durante la Summer League 2017, il 14 luglio dello stesso anno venne tagliato dai Pacers.

### Golden State e Santa Cruz Warriors (2017-2018)
Il 17 agosto 2017 firmò un contratto non garantito con i Golden State Warriors. Il 14 ottobre 2017 venne tagliato dalla franchigia californiana. Venne poi firmato dai Santa Cruz Warriors, squadra della G-League affiliata a Golden State.

### Utah Jazz (2018-2021)
Il 14 gennaio 2018 firmò un two-way contract con gli Utah Jazz andando a sostituire l'ex compagno di college ad Iowa Naz Mitrou-Long, appena tagliato.

## Statistiche

### NCAA
| Anno      | Squadra           | PG  | PT  | MP   | TC%  | 3P%  | TL%  | RP  | AP  | PRP | SP  | PP   |
| --------- | ----------------- | --- | --- | ---- | ---- | ---- | ---- | --- | --- | --- | --- | ---- |
| 2012-2013 | Iowa St. Cyclones | 35  | 23  | 25,1 | 51,5 | 39,2 | 70,0 | 4,6 | 1,8 | 0,7 | 0,2 | 12,1 |
| 2013-2014 | Iowa St. Cyclones | 34  | 34  | 30,1 | 47,4 | 32,7 | 72,1 | 4,5 | 3,6 | 0,6 | 0,6 | 16,7 |
| 2014-2015 | Iowa St. Cyclones | 34  | 34  | 30,7 | 46,1 | 40,0 | 80,8 | 5,4 | 3,4 | 0,5 | 0,5 | 15,3 |
| 2015-2016 | Iowa St. Cyclones | 35  | 35  | 33,2 | 54,6 | 39,2 | 80,7 | 6,2 | 3,3 | 0,9 | 0,6 | 20,5 |
| Carriera  | Carriera          | 138 | 126 | 29,8 | 50,0 | 37,5 | 76,3 | 5,2 | 3,1 | 0,7 | 0,5 | 16,1 |

#### Massimi in carriera
- Massimo di punti: 31 (2 volte)[11]
- Massimo di rimbalzi: 12 (2 volte)
- Massimo di assist: 8 (4 volte)
- Massimo di palle rubate: 4 vs Northern Iowa (7 dicembre 2013)
- Massimo di stoppate: 3 (2 volte)
- Massimo di minuti giocati: 42 vs Baylor (16 febbraio 2016)

### NBA

#### Regular Season
| Anno      | Squadra             | PG  | PT | MP   | TC%  | 3P%  | TL%  | RP  | AP  | PRP | SP  | PP   |
| --------- | ------------------- | --- | -- | ---- | ---- | ---- | ---- | --- | --- | --- | --- | ---- |
| 2016-2017 | Indiana Pacers      | 23  | 0  | 4,0  | 25,0 | 8,3  | 100  | 0,7 | 0,2 | 0,1 | 0,0 | 0,9  |
| 2017-2018 | Utah Jazz           | 9   | 0  | 3,6  | 36,4 | 0,0  | 50,0 | 1,0 | 0,3 | 0,2 | 0,0 | 1,0  |
| 2018-2019 | Utah Jazz           | 59  | 0  | 8,7  | 47,5 | 41,0 | 83,3 | 1,5 | 0,6 | 0,2 | 0,1 | 4,0  |
| 2019-2020 | Utah Jazz           | 66  | 1  | 14,0 | 43,8 | 40,0 | 83,3 | 1,9 | 0,7 | 0,3 | 0,1 | 5,9  |
| 2020-2021 | Utah Jazz           | 72  | 10 | 16,0 | 43,7 | 42,5 | 95,7 | 2,4 | 0,8 | 0,3 | 0,1 | 6,9  |
| 2021-2022 | Philadelphia 76ers  | 76  | 7  | 22,8 | 43,7 | 40,3 | 88,1 | 2,7 | 1,3 | 0,4 | 0,2 | 9,2  |
| 2022-2023 | Philadelphia 76ers  | 78  | 1  | 19,4 | 44,2 | 40,1 | 86,7 | 2,4 | 1,0 | 0,4 | 0,2 | 8,2  |
| 2023-2024 | Cleveland Cavaliers | 82  | 10 | 22,3 | 44,9 | 37,6 | 85,0 | 3,4 | 1,2 | 0,4 | 0,2 | 9,4  |
| 2024-2025 | Cleveland Cavaliers | 51  | 1  | 20,6 | 47,7 | 40,0 | 79,3 | 3,7 | 1,3 | 0,3 | 0,1 | 8,7  |
| 2024-2025 | Atlanta Hawks       | 28  | 2  | 23,0 | 44,1 | 41,3 | 79,3 | 3,0 | 1,6 | 0,4 | 0,3 | 12,1 |
| Carriera  | Carriera            | 544 | 32 | 17,5 | 44,5 | 39,9 | 85,2 | 2,5 | 1,0 | 0,3 | 0,1 | 7,4  |

#### Play-off
| Anno     | Squadra             | PG | PT | MP   | TC%  | 3P%  | TL%  | RP  | AP  | PRP | SP  | PP  |
| -------- | ------------------- | -- | -- | ---- | ---- | ---- | ---- | --- | --- | --- | --- | --- |
| 2019     | Utah Jazz           | 5  | 0  | 11,0 | 40,9 | 30,8 | -    | 2,8 | 1,0 | 0,2 | 0,2 | 4,4 |
| 2020     | Utah Jazz           | 7  | 0  | 16,3 | 50,0 | 41,4 | 100  | 2,1 | 0,6 | 0,0 | 0,0 | 8,3 |
| 2021     | Utah Jazz           | 11 | 0  | 11,7 | 28,2 | 30,0 | 100  | 1,7 | 0,7 | 0,0 | 0,1 | 3,2 |
| 2022     | Philadelphia 76ers  | 12 | 0  | 16,5 | 41,7 | 37,2 | 100  | 1,5 | 0,9 | 0,3 | 0,0 | 4,8 |
| 2023     | Philadelphia 76ers  | 11 | 0  | 14,3 | 50,0 | 46,2 | -    | 0,4 | 0,2 | 0,0 | 0,2 | 4,4 |
| 2024     | Cleveland Cavaliers | 10 | 0  | 12,1 | 22,0 | 13,0 | 87,5 | 1,2 | 0,4 | 0,4 | 0,2 | 2,8 |
| Carriera | Carriera            | 56 | 0  | 13,8 | 38,7 | 34,1 | 93,8 | 1,5 | 0,6 | 0,1 | 0,1 | 4,4 |

#### Massimi in carriera
- Massimo di punti: 24 (3 volte)[12]
- Massimo di rimbalzi: 10 vs Oklahoma City Thunder (13 aprile 2021)
- Massimo di assist: 6 vs New Orleans Pelicans (25 gennaio 2022)
- Massimo di palle rubate: 4 vs Indiana Pacers (13 novembre 2021)
- Massimo di stoppate: 2 (4 volte)
- Massimo di minuti giocati: 40 vs Milwaukee Bucks (17 febbraio 2022)

### G League
| Anno      | Squadra       | PG | PT | MP   | TC%  | 3P%  | TL%  | RP  | AP  | PRP | SP  | PP   |
| --------- | ------------- | -- | -- | ---- | ---- | ---- | ---- | --- | --- | --- | --- | ---- |
| 2016-2017 | F.W. Mad Ants | 6  | 6  | 33,0 | 44,8 | 30,3 | 76,9 | 7,2 | 3,3 | 1,2 | 0,3 | 19,0 |
| 2017-2018 | S.C. Warriors | 26 | 26 | 33,1 | 54,8 | 41,5 | 83,7 | 6,7 | 4,9 | 1,1 | 0,3 | 18,4 |
| 2017-2018 | S.L.C. Stars  | 15 | 15 | 35,4 | 60,6 | 52,7 | 91,7 | 6,8 | 3,4 | 1,0 | 0,4 | 22,0 |
| 2018-2019 | S.L.C. Stars  | 3  | 3  | 31,4 | 49,1 | 39,1 | 100  | 5,0 | 3,3 | 0,0 | 0,3 | 21,0 |
| Carriera  | Carriera      | 50 | 50 | 33,7 | 54,6 | 43,1 | 86,0 | 6,7 | 4,2 | 1,0 | 0,3 | 19,7 |

## Palmarès
- Karl Malone Award (2016)
- All-NBDL First Team (2018)